# Karlsruhe (Sohland an der Spree)
Karlsruhe, früher Carlsruhe, ist ein Gemeindeteil des Hauptortes der Gemeinde Sohland an der Spree im Landkreis Bautzen.

## Geographie

### Lage
Karlsruhe erstreckt sich am nördlichen Fuße des Hornsberges (402 m) am linken Hochufer eines linksseitig in die Spree einmündenden Bächleins entlang der östlichen Gemarkungsgrenze von Sohland. Auf Taubenheimer Flur schließt sich die Hinterecke an. Durch den nördlichen Teil der Siedlung verläuft die Bahnstrecke Oberoderwitz–Wilthen. Südöstlich erhebt sich der Taubenberg (458 m), westlich der Hohberg (368 m), nordwestlich der Frühlingsberg (353 m), im Norden der Schafberg (353 m) und nordöstlich der Wachtberg (368 m).

### Nachbarorte
| Neusorge             | Schafberg                                   | Hinterecke                 |
| Äußerstniedersohland | Kompassrose, die auf Nachbargemeinden zeigt | Hinterecke, Grünhut        |
| Äußerstmittelsohland | Rosenhain, Königshain                       | Försterei †, Neutaubenheim |

### Straßen
Der Ortsteil besteht aus den Straßen Karlsruhe und Hornsbergstraße.

## Geschichte
Im Jahre 1753 überließen die Besitzer des Rittergutes Niedersohland, Friedrich Eberhard zu Solms-Sonnenwaldes Erben eine Baustelle an der Grenze der Gutsflur zu Taubenheim an Gabriel Hölzel. Das erste Haus war die Nr. 189, es blieb lange Zeit auch das einzige. 1774 überließ Friedrich Franz Xaver zu Solms-Sonnewalde auf Wendisch- und Niedersohland weitere Parzellen an Siedler. Einen Namen erhielt die neue Siedlung erst 1788; Graf Friedrich Franz Xaver benannte sie nach seinem Jäger Carl. Zu Beginn des 19. Jahrhunderts bestand Carlsruhe aus sieben Häusern. Die abgelegene Siedlung wurde im 19. Jahrhundert, wo sich der Kernbereich von Ober- und Mittelsohland stark verdichtete, nur geringfügig erweitert. 1872 wurde die Bahnstrecke Oberoderwitz–Wilthen angelegt, die Carlsruhe im Norden durchschnitt. Carlsruhe bildete einen Ortsteil der Gemeinde Niedersohland, gepfarrt war die Ansiedlung nach Mittelsohland. Seit der 1877 erfolgten Fusion von Niedersohland mit Mittelsohland, Obersohland und Wendischsohland zur Gemeinde Sohland an der Spree war Carlsruhe ein Ortsteil derselben.
Zum Ende des 20. Jahrhunderts wurde der Ortsname in Karlsruhe abgeändert. Zum 1. Januar 2011 wurde Karlsruhe als amtlicher Gemeindeteil  von Sohland an der Spree gestrichen.

### Einwohnerentwicklung
| Jahr | Einwohner |
| 1834 | 40        |
| 1871 | 37        |

### Verwaltungszugehörigkeit
- 1777: Bautzener Kreis, 1843: Landgerichtsbezirk Bautzen, 1856: Gerichtsamt Schirgiswalde, 1875: Amtshauptmannschaft Bautzen, 1952: Kreis Bautzen, 1994: Landkreis Bautzen, 1. August 2008: Landkreis Bautzen.

## Ortsbild
Karlsruhe ist ein lockerer Häuslerabbau zwischen dem Hornsbergwald und der Bahnstrecke, einige Häuser haben Umgebinde. Nördlich der Eisenbahn steht nur noch eine Hausruine.